# Fraktion Die Linke im Bundestag
Die Fraktion Die Linke im Bundestag (kurz Linksfraktion, Eigenschreibweise bis 2023 Fraktion DIE LINKE. im Bundestag) war von 2005 bis 2023 und ist erneut ab 2025 die Fraktion der Partei Die Linke im Deutschen Bundestag. Dazwischen war die Partei als Gruppe Die Linke im Bundestag vertreten, nachdem Abgeordnete um das neu gegründete Bündnis Sahra Wagenknecht (BSW) aus der Fraktion austraten und diese damit die notwendige Mitgliederzahl für eine Zusammensetzung als Fraktion verlor. Bei der Bundestagswahl 2025 gelang ein Wiedereinzug in Fraktionsstärke.

## Geschichte
Die Linksfraktion konstituierte sich am 23. September 2005. Vor der Verschmelzung von WASG und Linkspartei.PDS zu Die Linke am 16. Juni 2007 war die Linksfraktion die gemeinsame Fraktion der parteilosen Abgeordneten und der Mitglieder der beiden Quellparteien im Deutschen Bundestag. Den Fraktionsvorsitz teilten sich zunächst Gregor Gysi und Oskar Lafontaine, nach der Bundestagswahl 2009 wurde Gysi aufgrund von Lafontaines krankheitsbedingtem Rückzug zum alleinigen Vorsitzenden gewählt. Nach Gysis Verzicht auf eine erneute Kandidatur für den Fraktionsvorsitz wurden im Oktober 2015 Sahra Wagenknecht und Dietmar Bartsch zu Fraktionsvorsitzenden gewählt.
Im November 2019 wurde Amira Mohamed Ali zur Nachfolgerin von Sahra Wagenknecht gewählt. Ab Oktober 2023 war Bartsch alleiniger Fraktionsvorsitzender.
Am 26. Februar 2010 wurden 50 Abgeordnete der Linksfraktion von der Bundestagsdebatte zur Verlängerung des Afghanistan-Einsatzes vom Präsidenten des Deutschen Bundestages Norbert Lammert ausgeschlossen, nachdem sie gegen die Geschäftsordnung des Deutschen Bundestages verstoßen hatten, indem sie von ihren Plätzen aus Plakate mit Namen und Alter von Opfern der tödlichen Luftangriffe Anfang September 2009 bei Kundus hoch hielten. Daraufhin verließ die Fraktion geschlossen das Plenum. Abweichend von der Geschäftsordnung des Bundestages wurde die Fraktion auf Vorschlag von Lammert aber wieder zur Abstimmung zugelassen, bei der sie geschlossen gegen den Einsatz stimmte.
Im Oktober 2013 wurde von der Tageszeitung Die Welt der Vorwurf erhoben, dass die angestellte Fraktionsgeschäftsführerin Ruth Kampa über 20 Jahre als Inoffizielle Mitarbeiterin für das Ministerium für Staatssicherheit gearbeitet haben soll. Kampa wurde daraufhin stattdessen als Justiziarin eingestellt.
Obwohl Die Linke bei der Bundestagswahl 2021 an der Fünf-Prozent-Hürde scheiterte und nur dank der Grundmandatsklausel mit 39 Abgeordneten in den Bundestag einzog, stellte sie eine eigene Fraktion und keine Gruppe. Voraussetzung dafür war nicht der Zweitstimmenanteil, sondern dass eine Partei mehr als 5 % der Sitze im Parlament erreicht. Auf Die Linke entfielen 5,3 % der Mandate, zuletzt stellte die Fraktion 5,2 % der Abgeordneten.
Am 14. November 2023 beschloss die Fraktion ihre Auflösung zum 6. Dezember 2023. Grund waren die Parteiaustritte von zehn Fraktionsmitgliedern rund um Sahra Wagenknecht im Rahmen der Gründung des Bündnisses Sahra Wagenknecht. Mit ihren verbleibenden 28 Abgeordneten konnte Die Linke keine Bundestagsfraktion mehr bilden, da dafür mindestens 37 Abgeordnete (5 % der Parlamentarier) nötig gewesen wären. Anschließend bildete sich am 2. Februar 2024 die Gruppe Die Linke im Bundestag. Zu deren Vorsitzenden wurden Heidi Reichinnek und Sören Pellmann gewählt.
Im 21. Deutschen Bundestag ist Die Linke mit 64 Abgeordneten wieder als Fraktion vertreten. Die Fraktion stellt dabei unter anderem mit Lisa Schubert das jüngste Mitglied des Deutschen Bundestages der Wahlperiode. Am 25. Februar 2025 konstituierte sich die Fraktion erneut und trat somit die Rechtsnachfolge der Gruppe Die Linke im Bundestag an. Heidi Reichinnek und Sören Pellmann führen den Vorsitz. Es wurde weiterhin bekanntgegeben, dass die beiden Parteivorsitzenden Jan van Aken und Ines Schwerdtner im Fraktionsvorstand Stimmrecht erhalten. Die Fraktion stellte in der konstituierenden Sitzung mit Gregor Gysi den dienstältesten Abgeordneten des deutschen Bundestages und damit den Alterspräsidenten.

## Vorsitzende
| Dauer     | Vorsitzende      | Vorsitzende       |
| --------- | ---------------- | ----------------- |
| 2005–2009 | Gregor Gysi      | Oskar Lafontaine  |
| 2009–2015 | Gregor Gysi      | -                 |
| 2015–2019 | Dietmar Bartsch  | Sarah Wagenknecht |
| 2019–2023 | Dietmar Bartsch  | Amira Mohamed Ali |
| bis 2023  | Dietmar Bartsch  | -                 |
| seit 2025 | Heidi Reichinnek | Sören Pellmann    |

## Fraktionsvorstand
Der Fraktionsvorstand besteht derzeit aus folgenden Personen:
| Name                                        | Position                                 | Aufgabenbereich                                                      |
| ------------------------------------------- | ---------------------------------------- | -------------------------------------------------------------------- |
| Heidi Reichinnek                            | Fraktionsvorsitzende                     |                                                                      |
| Sören Pellmann                              | Fraktionsvorsitzende                     |                                                                      |
| Ina Latendorf                               | Erste Parlamentarische Geschäftsführerin |                                                                      |
| Janine Wissler                              | Stellvertretende Fraktionsvorsitzende    | Leiterin Arbeitskreis I: Arbeit, Umverteilung und soziale Sicherheit |
| Luigi Pantisano                             | Stellvertretende Fraktionsvorsitzende    | Leiter Arbeitskreis II: Wohnen, Mobilität und Klimaschutz            |
| Nicole Gohlke                               | Stellvertretende Fraktionsvorsitzende    | Leiterin Arbeitskreis III: Gesundheit, Bildung und Lebensweise       |
| Clara Bünger                                | Stellvertretende Fraktionsvorsitzende    | Leiterin Arbeitskreis IV: Recht, Demokratie und Antifaschismus       |
| Desiree Becker                              | Stellvertretende Fraktionsvorsitzende    | Leiterin Arbeitskreis V: Internationales, Menschenrechte und Frieden |
| Kathrin Gebel                               | Stellvertretende Fraktionsvorsitzende    | Frauenpolitische Sprecherin                                          |
| Beratende Stimmen im Vorstand               |                                          |                                                                      |
| Bodo Ramelow                                | Vizepräsident des Deutschen Bundestages  |                                                                      |
| Beratende Stimme mit Stimmrecht im Vorstand |                                          |                                                                      |
| Ines Schwerdtner                            | Parteivorsitzende                        |                                                                      |
| Jan van Aken                                | Parteivorsitzende                        |                                                                      |

## Frauenplenum
Die weiblichen Abgeordneten bildeten das Frauenplenum. Es wählte die frauenpolitische Sprecherin, die dem Fraktionsvorstand angehörte und über ein Vetorecht bei Fraktionsbeschlüssen verfügte.

## Zusammensetzungen der Fraktion Die Linke

### Zusammensetzung im 20. Deutschen Bundestag
Die Linksfraktion setzte sich zuletzt aus 38 Abgeordneten zusammen und war damit die kleinste der sechs Fraktionen im Bundestag.
Direkt gewählt wurden folgende Abgeordnete:
- Gesine Lötzsch in Lichtenberg
- Gregor Gysi in Treptow–Köpenick
- Sören Pellmann in Leipzig II

Die Fraktion benannte „Sprecherinnen und Sprecher“, die zu bestimmten Themenbereichen die Fraktionsmeinung nach außen kommunizieren und die zu den konkreten Themenfeldern ansprechbar waren.
Die Partei stellt den Vorsitzenden des Ausschusses für Klimaschutz und Energie. Als Vorsitzender wurde am 15. Dezember 2021 der ehemalige Parteivorsitzende und Gewerkschaftsfunktionär Klaus Ernst gewählt. Vor der Wahl hatte es an der Nominierung unter dem Slogan „Nicht euer Ernst“ deutliche Kritik von Klimaaktivisten und mehreren Politikern der Linken gegeben.
Da im Ausschuss für Inneres und Heimat bei der Wahl des Vorsitzenden der Kandidat der AfD nicht genügend Stimmen erhalten hatte und daraufhin auch auf die Wahl eines stellvertretenden Vorsitz verzichtet wurde, wurde der Ausschuss zwischenzeitlich von Petra Pau als dienstältestem Mitglied des Ausschusses kommissarisch geleitet.
Am 10. Oktober 2023 wechselte der Abgeordnete Thomas Lutze von der Fraktion der Linken zur SPD.
Am 23. Oktober 2023 traten mit der Vorstellung des Vereins Bündnis Sahra Wagenknecht zehn der 38 Bundestagsabgeordneten der Linken aus der Linkspartei aus. Sie blieben der Fraktion jedoch bis zu ihrer Auflösung als Parteilose erhalten.

### Zusammensetzung im 21. Deutschen Bundestag
Die Linksfraktion setzt sich im 21. Bundestag aus 64 Abgeordneten zusammen.
Direkt gewählt wurden sechs Abgeordnete: Gregor Gysi in Berlin Treptow–Köpenick, Ines Schwerdtner in Berlin-Lichtenberg, Sören Pellmann in Leipzig II, Bodo Ramelow in Erfurt – Weimar – Weimarer Land II, Ferat Koçak in Berlin-Neukölln sowie Pascal Meiser in Berlin-Friedrichshain-Kreuzberg – Prenzlauer Berg Ost.
Während der 21. Legislaturperiode wurden zwei Mitglieder der Fraktion zu Ausschussvorsitzenden gewählt. Caren Lay wurde zur Vorsitzendes des Ausschusses für Wohnen, Stadtentwicklung, Bauwesen und Kommunen und Lorenz Gösta Beutin zum Vorsitzenden des Ausschusses für Umwelt, Klimaschutz, Naturschutz und nukleare Sicherheit gewählt. Zudem sind Christian Görke und Ina Latendorf Mitglieder des Ältestenrates. Görke leitet als stellvertretender Vorsitzender den Finanzausschuss, da der Kandidat der AfD für den Vorsitz nicht gewählt wurde.

## Karitatives und soziales Engagement
Ab 2002 spendete die Mehrheit der Mitglieder der Fraktion monatlich 200 EUR an den Verein der Bundestagsfraktion Die Linke e. V. zur Unterstützung politischer und kultureller Projekte. Der Verein fördert nicht nur internationale Vorhaben von medica mondiale (Alternativer Nobelpreis 2008) bis hin zum Solarenergieprojekt auf Kuba, sondern z. B. auch die Staßfurter Tafel oder ein Projekt für Menschen mit Behinderung im Kyffhäuserkreis.
Die Linke im Bundestag gibt seit 2024 einen Mietwucher-Check heraus. Dieser umfasst derzeit die Städte Hamburg, Berlin, Leipzig und Freiburg.

## Frühere Beobachtung durch den Verfassungsschutz
Anfang 2012 wurde durch einen Bericht des Nachrichtenmagazins Der Spiegel bekannt, dass 27 Bundestagsabgeordnete der Linksfraktion und damit mehr als ein Drittel der Abgeordneten der Linksfraktion gesondert durch den Verfassungsschutz beobachtet wurden. Unter den Beobachteten befand sich fast die gesamte Führung der Bundestagsfraktion. Das Ausmaß der Beobachtung war umstritten und wurde von Politikern der FDP, SPD, Grünen und CDU kritisiert. Im Jahr 2013 standen laut Spiegel 25 der 57 Bundestagsabgeordneten der Linken unter Beobachtung des Verfassungsschutzes.
Im März 2014 teilte der Bundesminister des Innern, Thomas de Maizière, dem Fraktionsvorsitzenden Gregor Gysi mit, dass Bundestagsabgeordnete der Linken nicht mehr vom Verfassungsschutz beobachtet werden und dass Bundestagsabgeordnete „künftig generell von der Beobachtung durch den Inlandsgeheimdienst ausgenommen“ seien.